# Astatotilapia stappersii
Astatotilapia stappersii är en fiskart som först beskrevs av Poll, 1943.  Astatotilapia stappersii ingår i släktet Astatotilapia och familjen Cichlidae. IUCN kategoriserar arten globalt som livskraftig. Inga underarter finns listade.